# Glenn D. Paige
Glenn Durland Paige (Brockton, Massachusetts, 28 de junio de 1929-Honolulu, Hawái, 22 de enero de 2017) fue un politólogo estadounidense, Profesor Emérito de Ciencia Política en la Universidad de Hawái y Presidente del Consejo de Gobierno del Centro para el No-matar Global (en inglés, Center for Global Nonkilling). Paige es conocido por haber desarrollado el concepto del no-matar, sus estudios sobre el liderazgo político, y el estudio de la política internacional desde la perspectiva de la toma de decisiones por medio de un estudio de la decisión del presidente estadounidense Harry S. Truman de involucrar a su país en la guerra de Corea.